# Toro Rosso STR11
De Toro Rosso STR11 is een Formule 1-auto die gebruikt werd door Scuderia Toro Rosso in het seizoen 2016. In de auto werd een Ferrari-motor uit 2015 gebruikt, nadat het contract van Renault met zusterteam Red Bull Racing oorspronkelijk werd opgezegd.

## Onthulling
Op 22 februari 2016 maakte de STR11 haar debuut tijdens de wintertests op het Circuit de Barcelona-Catalunya, waarbij geen speciale presentatie werd gehouden. De auto rijdt op dat moment nog rond in een grotendeels donkerblauwe kleurstelling, aangezien de officiële kleurstelling nog niet gereed is. Deze wordt voor de tweede wintertest onthuld. De auto wordt, net zoals in 2015, bestuurd door Max Verstappen en Carlos Sainz jr. Na de vierde race werd Verstappen echter de vervanger van Daniil Kvjat bij het moederteam Red Bull Racing, terwijl Kvjat de plaats van Verstappen overnam bij Toro Rosso.

## Resultaten
| Resultaat                       |
| ------------------------------- |
| Winnaar                         |
| Tweede plaats                   |
| Derde plaats                    |
| Gefinisht (punten behaald)      |
| Gefinisht (geen punten behaald) |
| Niet geklasseerd (NC)           |
| Uitgevallen (DNF)               |
| Niet gekwalificeerd (DNQ)       |
| Gediskwalificeerd (DSQ)         |
| Niet gestart (DNS)              |
| Gewond (INJ)                    |
| Uitgesloten (EX)                |
| Teruggetrokken (WD)             |
| Niet deelgenomen (blanco cel)   |
| P Pole position                 |
| S Snelste ronde                 |

| Jaar | Chassis          | Motor       | Banden | Coureurs         | 1   | 2   | 3   | 4   | 5   | 6   | 7   | 8   | 9   | 10  | 11  | 12  | 13  | 14  | 15  | 16  | 17  | 18  | 19  | 20  | 21  | Punten | WK-plaats |
| ---- | ---------------- | ----------- | ------ | ---------------- | --- | --- | --- | --- | --- | --- | --- | --- | --- | --- | --- | --- | --- | --- | --- | --- | --- | --- | --- | --- | --- | ------ | --------- |
| 2016 | Toro Rosso STR11 | Ferrari 060 | P      |                  | AUS | BHR | CHN | RUS | SPA | MON | CAN | EUR | OOS | GBR | HON | DUI | BEL | ITA | SIN | MAL | JPN | VST | MEX | BRA | ABU | 63     | 7         |
| 2016 | Toro Rosso STR11 | Ferrari 060 | P      | Max Verstappen   | 10  | 6   | 8   | DNF |     |     |     |     |     |     |     |     |     |     |     |     |     |     |     |     |     | 63     | 7         |
| 2016 | Toro Rosso STR11 | Ferrari 060 | P      | Daniil Kvjat     |     |     |     |     | 10S | DNF | 12  | DNF | DNF | 10  | 16  | 15  | 14  | DNF | 9   | 14  | 13  | 11  | 18  | 13  | DNF | 63     | 7         |
| 2016 | Toro Rosso STR11 | Ferrari 060 | P      | Carlos Sainz jr. | 9   | DNF | 9   | 12  | 6   | 8   | 9   | DNF | 8   | 8   | 8   | 14  | DNF | 15  | 14  | 11  | 17  | 6   | 16  | 6   | DNF | 63     | 7         |
| Jaar | Chassis          | Motor       | Banden | Coureurs         | 1   | 2   | 3   | 4   | 5   | 6   | 7   | 8   | 9   | 10  | 11  | 12  | 13  | 14  | 15  | 16  | 17  | 18  | 19  | 20  | 21  | Punten | WK-plaats |

Ferrari SF16-H ·
Force India VJM09 ·
Haas VF-16 ·
Manor MRT05 ·
McLaren MP4-31 ·
Mercedes F1 W07 Hybrid ·
Red Bull RB12 ·
Renault RS16 ·
Sauber C35 ·
Toro Rosso STR11 ·
Williams FW38